# Філлмор (округ, Небраска)
Шаблон:StateAbbr_ 40°31′ пн. ш. 97°36′ зх. д. / 40.52° пн. ш. 97.6° зх. д.
Округ Філлмор (англ. Fillmore County) — округ (графство) у штаті Небраска, США. Ідентифікатор округу 31059.

## Історія
Округ утворений 1871 року.

## Демографія
За даними перепису
2000 року
загальне населення округу становило 6634 осіб, усе сільське.
Серед мешканців округу чоловіків було 3205, а жінок — 3429. В окрузі було 2689 домогосподарств, 1802 родин, які мешкали в 2990 будинках.
Середній розмір родини становив 2,95.
Віковий розподіл населення поданий у таблиці:
| Стать    | До 15 років | 15-21 | 22-29 | 30-39 | 40-49 | 50-65 | 65-85 | Понад 85 |
| -------- | ----------- | ----- | ----- | ----- | ----- | ----- | ----- | -------- |
| Чоловіки | 704         | 283   | 211   | 412   | 528   | 512   | 486   | 69       |
| Жінки    | 650         | 325   | 191   | 401   | 464   | 542   | 659   | 197      |

## Суміжні округи
- Йорк  — північ
- Сюорд — північний схід
- Салін — схід
- Джефферсон — південний схід
- Теєр — південь
- Наколлс — південний захід
- Клей — захід
- Гамільтон — північний захід

## Виноски
1. ↑  US Decennial Census. US Census Bureau. Архів оригіналу за 26 квітня 2015. Процитовано 7 грудня 2014.
2. ↑  Historical Census Browser. University of Virginia Library. Архів оригіналу за 11 серпня 2012. Процитовано 7 грудня 2014.
3. ↑  Population of Counties by Decennial Census: 1900 to 1990. US Census Bureau. Процитовано 7 грудня 2014.
4. ↑  Census 2000 PHC-T-4. Ranking Tables for Counties: 1990 and 2000 (PDF). US Census Bureau. Процитовано 7 грудня 2014.
5. ↑  State & County QuickFacts. US Census Bureau. Архів оригіналу за 7 червня 2011. Процитовано 19 вересня 2013. [Архівовано 2011-06-07 у Wayback Machine.](англ.) Наведено за англійською вікіпедією.
6. ↑  American FactFinder. Бюро перепису населення США. Архів оригіналу за 26 лютого 2012. Процитовано 31 січня 2008. [Архівовано 2008-05-21 у Wayback Machine.]

| США | Це незавершена стаття з географії США. Ви можете допомогти проєкту, виправивши або дописавши її. |